# Geoff Morrell (porte-parole)
Pour les articles homonymes, voir Morrell.
Pour l'acteur, voir Geoff Morrell.
Geoffrey S. Morrell (né en novembre 1968) est un fonctionnaire américain des affaires publiques qui a été sous-secrétaire adjoint à la défense des affaires publiques et secrétaire de presse du département américain de la Défense. Il a été embauché à ce dernier poste en juin 2007 et est parti en juillet 2011 pour rejoindre l'entreprise BP en septembre,.

## Biographie

### Enfance et éducation
Morrell est un diplômé de la Lawrenceville School en 1987  obtenu un baccalauréat en 1991 à l'université de Georgetown et un master en journalisme en 1992 à Columbia University.

### Carrière professionnelle
Morrell a commencé sa carrière de journaliste en 1992 à KATV-TV à Little Rock, en Arkansas, couvrant la campagne présidentielle de Bill Clinton. En 1994, il a pris un poste de journaliste à WSET-TV à Lynchburg ou Roanoke. En 1995, Morrell rejoint KSAZ-TV à Phoenix en tant que journaliste de nouvelles télévisées. En 1996, Morrell a rejoint WBBM-TV à Chicago au même titre. Pendant qu'il travaillait pour WBBM-TV à Chicago, Morrell est apparu dans le film de 1998 The Negotiator, se jouant son propre rôle de journaliste.
Morrell a quitté WBBM-TV au début de 2000 et a rejoint ABC News, travaillant dans les bureaux du réseau à Chicago et à Washington, DC. Il a été correspondant de télévision à la Maison Blanche ABC pendant quatre ans. En 2007, Morrell a démissionné d'ABC après sept ans au sein du réseau pour être nommé sous-secrétaire adjoint à la défense des affaires publiques, où il a servi sous deux présidents. Morrell a démissionné à la retraite du secrétaire de la défense Robert Gates en juillet 2011 et a été remplacé par George E. Little .
En septembre 2011, Morrell a rejoint BP en tant que vice-président et chef des communications américaines de la société et en septembre 2013 est devenu vice-président directeur des communications et des affaires extérieures des États-Unis. En tant que responsable des communications et des affaires extérieures, Morrell était responsable des relations avec le gouvernement et les médias, des communications internes, des affaires communautaires et de la philanthropie aux États-Unis 
Il a été signalé en 2017 que Morrell déménagerait à Londres pour devenir chef des communications du groupe et des affaires extérieures, où il est chargé des relations avec les médias du gouvernement mondial de BP, des communications internes et des affaires communautaires,,.